# Дафлкот

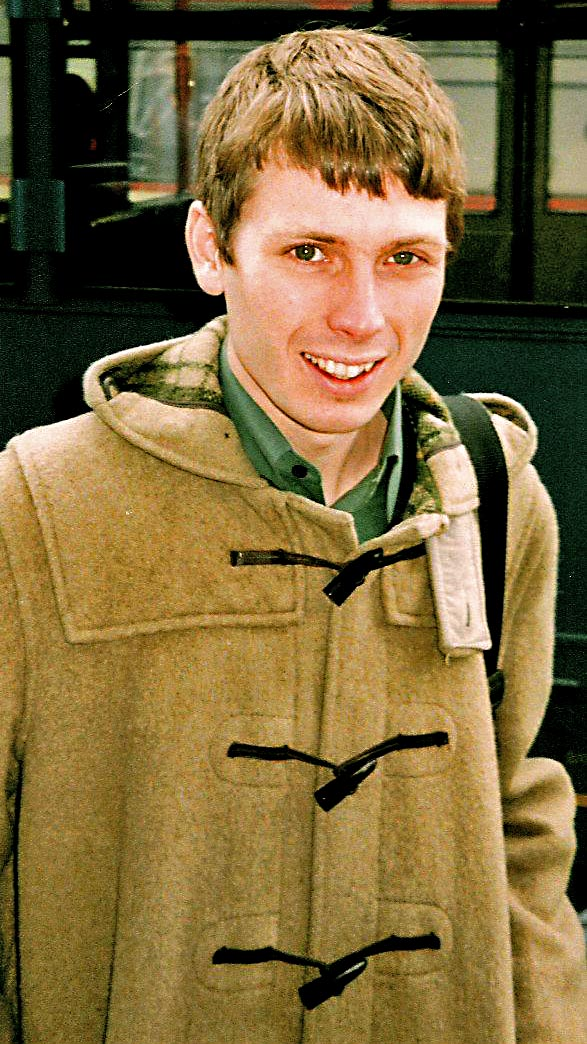
Алекс Капранос из Franz Ferdinand носит дафлкот

Дафлкот (англ. duffle coat) — однобортное полупальто прямого силуэта длиной три четверти из плотной шерстяной ткани с капюшоном и застёжками на петли из шнура или кожи и деревянными пуговицами в виде палочек («моржовый клык»). Это единственная модель классического пальто с капюшоном, которая выпускается с 1890 года. В Великобритании дафлкот также называют термином monty coat — по прозвищу британского фельдмаршала Бернарда Монтгомери, часто носившего это пальто.
Отличительными чертами дафлкота являются капюшон, большие накладные карманы, плечевые накладки, продолговатые деревянные или костяные пуговицы-клыки, а также петли из кожи или текстильного шнура (благодаря такой фурнитуре дафлкот удобно застёгивать и расстёгивать в перчатках). Кроме того, многие дафлкоты сшиты из двухслойной ткани, внутренняя часть которой украшена узором в клетку-шотландку. Большая часть состава ткани (70-80 %) приходится на шерсть, оставшаяся доля — на синтетику. Впрочем, иногда встречаются дорогие дафлкоты из 100 % шерсти, а также дешёвые модели, состоящие из синтетики более чем на 50 %.
Дафлкот — преимущественно мужское пальто, хотя сегодня выпускаются и женские модели.

## История
Предшественником дафлкота можно считать польский сюртук, который был довольно популярным в середине XIX века. Как и дафлкот, он был снабжён капюшоном и продолговатыми застёжками, но карманов на нём не было, а его дизайн сильно отличался от нынешних пальто. Более или менее современные дафлкоты появились лишь в самом конце XIX века. Британское адмиралтейство заказало эти пальто для служащих ВМС, однако со временем дафлкоты начали носить и в других частях британской армии.
Во Вторую мировую войну дафлкот можно было часто увидеть на фельдмаршале Бернарде Монтгомери по прозвищу Монти, который внёс большой вклад в победу союзников в Северной Африке. В результате англичане стали именовать дафлкоты термином Monty coat — «пальто Монти». С происхождением основного названия этого пальто, однако, дела обстоят не столь однозначно. Принято считать, что оно происходит от имени бельгийского города Дюффель (Duffel), где когда-то производили добротную грубоватую шерстяную ткань. Однако дафлкоты из неё не шили, и в Дюффеле их тоже не изготавливали.
После Второй мировой войны невостребованные армией запасы дафлкотов появились в открытой продаже и стали пользоваться спросом среди гражданского населения. Фирма Gloverall, которая их реализовывала, в 1954 году выпустила собственную оригинальную модель дафлкота и добилась лидирующих позиций на рынке этих пальто. В частности, именно она изготовила дафлкоты для членов британской олимпийской сборной 1980 года, а также для участников трансглобальной экспедиции 1979 года. Помимо этого, дафлкоты стали производить и многие другие бренды — как масс-маркетные, так и дорогие дизайнерские. Ныне ассортимент этих пальто очень широк, хотя пик их популярности уже миновал — он пришёлся на 1950—1960-е годы.

## Разновидности
Дафлкоты можно классифицировать по цветам, длине, фурнитуре и некоторым другим параметрам. Самым классическим цветом для этого пальто является бежевый или, как его называют в Англии, верблюжий (camel). Кроме того, к разряду классики относятся тёмно-синие, коричневые и серые дафлкоты. Некоторые современные модели окрашены в гораздо более яркие цвета — встречаются даже красные и оранжевые экземпляры.
Самые первые дафлкоты были довольно короткими, но в период Второй мировой войны популярностью пользовались более длинные модели, доходившие примерно до колена. Такую длину сегодня можно назвать классической, но в продаже бывают и значительно более короткие модели. Кроме того, некоторые фирмы выпускают удлинённые дафлкоты для высоких людей и для любителей как можно более длинных пальто.
Фурнитура для классических дафлкотов делается из дерева (застёжки) и джута (петли). Более современные модели зачастую снабжаются роговыми застёжками и кожаными петлями. На недорогих масс-маркетных дафлкотах застёжки обычно сделаны из пластика, а петли могут быть изготовлены из искусственных материалов.

## Правила ношения
Дафлкот — это одна из самых неформальных моделей пальто, и поэтому со строгой одеждой типа деловых костюмов он гармонирует плохо. С другой стороны, дафлкот может хорошо смотреться с неформальными костюмами из фактурных материалов (например, из твида), а также с джинсами, плотными чиносами, трикотажными вещами и разнообразными непарными брюками: из вельвета, твида, фланели, шерстяного твила. В качестве аксессуаров можно выбрать шерстяные или кашемировые шарфы, вязаные шапки, твидовые кепки.
Среди моделей обуви к дафлкотам очень хорошо подходят туфли и ботинки с открытой шнуровкой (дерби). Оксфорды (модели с закрытой шнуровкой) будут уместны лишь в том случае, если на них есть много декоративной перфорации (то есть если они являются брогами). Хорошим выбором могут оказаться монки, а также ботинки чакка. Ботинки челси подходят в меньшей степени. Кроссовки и кеды с дафлкотами обычно смотрятся чужеродно, равно как и лоферы.
Спектр ситуаций, в которых дафлкот выглядит уместно, довольно широк. Это пальто можно надеть, отправляясь на прогулку, экскурсию или встречу с друзьями, в загородную поездку или даже небольшой поход. Однако оно не подходит для сколь-нибудь официальных ситуаций, потому что выглядит очень неформально и непринуждённо.

## Производители дафлкотов
В настоящее время дафлкоты предлагают многие бренды, однако британским производством могут похвастаться далеко не все. Среди тех, кто его сохраняет и к тому же специализируется именно на дафлкотах, следует упомянуть Gloverall, Original Montgomery, London Tradition и British Duffle. Кроме того, качественные дафлкоты можно найти у Burberry, но они очень дорого стоят. Сравнительно недорогие варианты встречаются у Merc, H&M, ZARA, GAP, Mango и ряда других масс-маркетных марок. Бренд из Санкт-Петербурга WalleysMark является первым производителем дафлкотов в России.